# Ingrid de Ycaza
Ingrid de Ycaza (sinh ngày 12 tháng 2 năm 1980) là một ca sĩ, nhạc sĩ, người dẫn chương trình truyền hình và nữ diễn viên người Panama. Cô là một trong những nhân vật ca hát vĩ đại nhất ở Panama, và có một sự nghiệp âm nhạc rộng lớn. Nó đã được nhấn mạnh bởi các bài hát như "Todo me recuerda a ti", "Dime si me quieres" (một bản song ca với Manuel Araúz), "Sueña", trong số những người khác.

## Tiểu sử
De Ycaza sinh ngày 12 tháng 2 năm 1980 tại thành phố Panama, Panama. Từ khi còn nhỏ, cô đã phát hiện ra niềm đam mê lớn của mình đối với ca hát, khiến cô tiếp tục việc học của mình. Khi cô 12 tuổi, cô đến Canada và cô cho đi nhiều hơn, cô quyết định trở thành một ca sĩ ở đó. Ở Panama, cô là một phần của ban nhạc rock và chơi ballad và soul, nhưng R & B là ảnh hưởng lớn nhất của cô.

## Sự nghiệp ca sĩ
De Ycaza có tuổi vàng, trong đó cô đã thu âm nhiều chủ đề âm nhạc khác nhau như "Todo me recuerda a ti", "Dime si me quieres", el gran éxito "Sueña", "Solo", "Juntos" (với Dindi), "Volverte a ver" (với Myla Vox), "Navidad es" (phiên bản riêng của cô) và hit mới nhất của cô, "Bienvenido a mi vida".
Sau khi mang thai đứa con gái đầu tiên, de Ycaza rời xa âm nhạc và kết hôn với người bạn đời Jorge Fernández. De Ycaza sống một thời gian dài ở Nicaragua, và khi trở về Panama, cô tiết lộ rằng cô vẫn đang sản xuất âm nhạc từ Nicaragua..

## Sự nghiệp dẫn chương trình
Một cơ hội tuyệt vời cho De Ycaza, đến năm 2014, khi người dẫn chương trình truyền hình nổi tiếng, Franklyn Robinson, đề nghị trở thành một trong những diễn giả của chương trình mới của ông, mang tên "Chollywood", nơi họ cũng làm việc Amanda Diaz và Iris de Arco. Chương trình được phát sóng trong một vài tháng trên mạng NexTV.
Sau một vụ kiện mạnh mẽ giữa De Ycaza và một trong những người bạn của cô, Iris de Arco, người sau này đã bị trục xuất khỏi chương trình, và thay thế cô là phóng viên và cũng là người dẫn chương trình, Jackeline "Jacky" Guzmán.
Sau tình huống này, Franklyn và Ingrid đã có một vấn đề pháp lý mạnh mẽ với mạng NexTV. Cả hai quyết định rời kênh, cố gắng chiến đấu vì cái tên "Chollywood", do Robinson tạo ra, nhưng các giám đốc điều hành của NexTV đã từ chối họ quyền sử dụng nó.
Trước khi bán kênh TVN năm 2015, Franklyn, Ingrid, Jacky Guzmán và bây giờ là thành viên mới Mónica Díaz (sau này được thay thế bởi Kathy Phillips), được thuê bởi đài truyền hình này để có chương trình truyền hình của riêng họ bắt đầu chương trình phát sóng trong TVMax, dưới tên "Suelta el wichi".
Chương trình phát sóng các chương trình phát sóng thường xuyên từ thứ Hai đến thứ Sáu lúc 9:00 tối và vào thứ Bảy hàng tuần, họ phát sóng một chương trình đặc biệt có tên "Suelta el wichi VIP", nơi họ nói về tin đồn nổi bật nhất của chương trình suốt cả tuần và Phân đoạn được bao gồm cho sự giải trí của công chúng.
Sự thành công của chương trình đã cho phép anh tham gia vào một số chương trình, bao gồm Tu cara me suena trong mùa thứ ba, nơi cô giành vị trí thứ hai. Vào năm 2017, cô sẽ là một trong những giám khảo trong chương trình ca hát mới của TVN, Oye mi canto.